# Wojewodowie inflanccy

## Wojewodowiewojewództwa inflanckiegoI Rzeczypospolitej
| Monarcha                                                 | #  | Wojewoda | Portret | Herb | Lata sprawowania urzędu                                                          | Lata życia                                                         |
| -------------------------------------------------------- | -- | --- | ------- | ---- | -------------------------------------------------------------------------------- | ------------------------------------------------------------------ |
| Jan III Sobieski                                         | 1  | Jan Teodor Schlieben Jan Teodor von Schlieben                                                                      |         |      | ok. sierpnia 1677/4 października 1677 – 10 stycznia 1695                         | 26 grudnia 1638, Brzeźnica – 10 stycznia 1695                      |
| Jan III Sobieski                                         | 2  | Jan Andrzej Plater                                                                                                 |         |      | 28 lutego 1695 – 24 lutego 1696                                                  | zm. 24 lutego 1696                                                 |
| Jan III Sobieski/ August II Mocny/ Stanisław Leszczyński | 3  | Otto Fryderyk Felkerzamb Otto Friedrich von Voelkersamb                                                            |         |      | 17 marca 1696/sierpień 1696 – 27 listopada 1705                                  | zm. 27 listopada 1705                                              |
| Stanisław Leszczyński                                    | 4  | Fabian Plater |         |      | 7/8 grudnia 1705 – przed 24 stycznia 1707                                        | zm. przed 24 stycznia 1707/1709                                    |
| Stanisław Leszczyński                                    | 5  | Stefan Karol Grothus                                                                                               |         |      | ok. 24 stycznia 1707 – 1709/listopad 1712                                        | zm. 1732                                                           |
| Stanisław Leszczyński/ August II Mocny                   | 6  | Józef Kos |         |      | 4 listopada 1709 – luty 1713                                                     | 1680 – 1717, Wenecja                                               |
| August II Mocny                                          | 7  | Piotr Jerzy Przebendowski                                                                                          |         |      | 20 lutego 1713 – 21 listopada 1722                                               | ok. 1674 – 29 maja 1755                                            |
| August II Mocny/ August III Sas/ Stanisław Leszczyński   | 8  | Antoni Andrzej Morsztyn                                                                                            |         |      | 21 listopada 1722 – 11 października 1735                                         | zm. 11 października 1735                                           |
| August III Sas/ Stanisław Leszczyński                    | 9  | Jan Ludwik Plater                                                                                                  |         |      | 17 listopada 1735 – 24 listopada 1736                                            | zm. 24 listopada 1736                                              |
| August III Sas/ Stanisław August Poniatowski             | 10 | Franciszek Jakub Szembek                                                                                           |         |      | 8 lipca 1737 – 25 czerwca 1765                                                   | zm. 25 czerwca 1765                                                |
| Stanisław August Poniatowski                             | 11 | Jan Andrzej Borch Jan Jędrzej Józef Borek/Jan Andrzej Józef von der Borch                                          |         |      | 9 lipca 1765 – 19 października 1767                                              | 1713 – 3 października 1780, Warszawa                               |
| Stanisław August Poniatowski                             | 12 | Stanisław Brzostowski                                                                                              |         |      | 3 listopada 1767 – 8 kwietnia 1769                                               | 2 marca 1733, Wołkołata – 8 kwietnia 1769,Rubieżewicze             |
| Stanisław August Poniatowski                             | 13 | Józefat Zyberg Jozefat Sieberg zu Wischling                                                                        |         |      | 20 czerwca 1769 – 23 marca 1775                                                  | zm. 28 stycznia 1776                                               |
| Stanisław August Poniatowski                             | 14 | Jan Tadeusz Zyberg Jan Tadeusz Sieberg zu Wischling, Syberg zu Wischling, Jan Syberg, Jan Syberk, Jan zu Wischling |         |      | 10 kwietnia 1775 – 1778                                                          | zm. 1806                                                           |
| Stanisław August Poniatowski                             | 15 | Kasper Rogalina Rogaliński Gasper Rogaliński                                                                       |         |      | 3 października 1778 – przed 24 stycznia 1787/między 24 lutego a 1 listopada 1788 | pomiędzy 1725 a 1728, Jurków – między 24 lutego a 1 listopada 1788 |
| Stanisław August Poniatowski                             | 16 | Adam Ewald Felkerzamb Adam Ewald Fölkersahm/ Felkierzamb/Felkersamb/von Voelkersamb                                |         |      | 20 października 1790 – 23 lutego 1794                                            | 25 maja 1734 – 23 lutego 1794                                      |